# カルデナル・カロ県
カルデナル・カロ県（スペイン語: Provincia Cardenal Caro）は、チリ中部にあるリベルタドール・ベルナルド・オイギンス州 (VI) の3つの県のうちの1つである。県都はランカグア市（人口214,344人）。県都はピチレム。
県名は、ピチレム生まれでチリ最初の枢機卿であるホセ・マリア・カロ・ロドリゲスに因む。

## 歴史
1973年7月13日、大統領サルバドール・アジェンデは、カルデナル・カロ政府の設立を指示した。この内容は、同年8月に公に公開された。
カルデナル・カロ県は、1979年10月3日、軍人のアウグスト・ピノチェトによって設立された。リトゥエチェ（以前はエル・ロサリオ）、ラ・エストレージャ、ピチレム、マルチウエ、パレドネスのコムーナは、もともとコルチャグア県であり、ナビダーもサンアントニオ県だった。

## 行政
県であるカルデナル・カロは、第二級行政区画であり、大統領によって任命される知事が政治を行っている。県は、各自治体の市長と議会により政治が行われる、6つのコムーナ（スペイン語：comunas）から構成される。

### コムーナ
| カルデナル・カロ県のコムーナ                                                              | カルデナル・カロ県のコムーナ |
| ----------------------------------------------------------------------------------------- | ---------------------------- |
| 1. ナビダー 2. リトゥエチェ 3. ラ・エストレージャ 4. ピチレム 5. マルチウエ 6. パレドネス |                              |

## 地理と人口動態
以下は、国立統計研究所（INE）の2002年国勢調査による。
- 面積：3,324.7 km2 (1,284 sq mi)
- 人口：41,160人
  - 男性：22,127人
  - 女性：19,033
- 人口密度：12.4人/k㎡（32人/平方マイル）
- 人口増加率：11.2%（4,151人） - 1992年〜2002年